# Yu Song
Yu Song (Qingdao, 6. kolovoza 1986.) kineska je džudašica, natjecateljica u kategoriji iznad 78 kilograma.
Na Svjetskom prvenstvu 2015. u Astani osvojila je zlatno odličje i potvrdila plasman na Olimpijske igre 2016. u Rio de Janeiru.
Na Olimpijskim igrama natjecala se kategoriji iznad 78 kilograma. U četvrtzavršnici pobijedila je Turkinju Kayru Sayit , no u poluzavršnici izgubila od Francuskinje Émilie Andéol. U borbi za brončano odličje, pobijedila je južnokorejsku džudašicu Kim Min-jung.